# 장바오순
장바오순(중국어 간체자: 张宝顺, 정체자: 張寶順, 병음: Zhāng Bǎoshùn, 1950년 2월 ~ )은 중화인민공화국의 정치인이다. 산시 성(山西) 성장 겸 당위원회 서기와 안후이성 당위원회 서기를 역임했다.

## 생애
장바오순은 허베이성 친황다오시 출신이다. 1968년 11월부터 1971년 1월까지 친황다오 항만관리국에서 처음 일을 시작했다. 이후 1973년 1월까지 항만관리국 총회 지부 간사를 거쳐 1973년부터 1975년까지 항만관리국 공청단 당위원회 서기에 임명되었고 1975년부터 1978년 12월까지 항만관리국 당위원회 부서기를 역임했다.
1978년 12월부터 1982년 12월까지 공청단 중앙 공작부 부처장과 부부장을 지냈고, 1985년 11월까지 공청단 중앙서기처 후보 서기 겸 공농청년부 부부장을 역임했다. 이후 1985년 11월부터 1991년 11월까지  공청단 중앙서기처 서기를 지냈고 1993년 4월까지 공청단 중앙서기처 상무서기와 전국청년주석을 역임했다. 이 기간 동안 1989년부터 1991년 사이에 지린대학 경제관리학원에서 국민경제계획 및 관리학을 전공하여 석사 학위를 받았다.
1993년 4월부터 1998년 3월까지 신화통신사 부사장과 조직성원을 지냈고 2001년 9월까지 신화사통신사 부사장과 당조부서기를 역임했다. 2001년 9월부터 2004년 1월까지 중국공산당 산시성 성위원회 부서기를 지냈고 2005년 7월까지 산시성 성위원회 부서기와 산시성 부성장, 성장대행, 성장을 차례로 거쳤다. 이후 2005년 7월 산시성 성위원회 서기에 올라 2010년 5월까지 산시성 서기를 지냈고 2010년 5월 안후이성 성위원회 서기에 임명되었다. 2015년 5월, 중국공산당 안후이성 성위원회에서 물러나 2015년 7월 제12기 전국인민대표대회 상무위원회 제15차 회의에서 제12기 전국인민대표대회 환경자원보호위원회 부주임 위원으로 임명되었다.